# Ви Ейч Уан
„Ви Ейч Уан“ (на английски: VH1, съкратено от: Video Hits 1, в превод: Видео Хитове 1) е американска кабелна телевизионна мрежа с централа в Ню Йорк.
Каналът стартира на 1 януари 1985 г. Първоначалната идея е да се излъчва музика по подобие на „Ем Ти Ви“ но ориентирана към малко по-възрастната аудитория. Подборът на песните е ориентиран към по-леката и мелодична поп музика. Впоследствие в програмата се включват и музикални риалити предавания.